# Верхняя Сагаревка (Бурынский район)
Верхняя Сагаревка (укр. Верхня Сагарівка) — село,
Верхнесагаревский сельский совет,
Бурынский район,
Сумская область,
Украина.
Код КОАТУУ — 5920981401. Население по переписи 2001 года составляло 375 человек.
Является административным центром Верхнесагаревского сельского совета, в который не входят другие населённые пункты.

## Географическое положение
Село Верхняя Сагаревка находится на левом берегу реки Терн,
выше по течению на расстоянии в 2 км расположено село Вознесенка,
ниже по течению на расстоянии в 2,5 км расположено село Ерчиха,
на противоположном берегу — сёла Болотовка, Нотариусовка и Жуковка.
Село вытянуто вдоль реки на 6 км.

## Экономика
Отсутствует

## Объекты социальной сферы
Отсутствуют